# سالیان
سالیان (به لاتین: Salyan) شهری در شهرستان سالیان کشور جمهوری آذربایجان است. جمعیت این شهر بر اساس سرشماری سال ۱۹۸۹ میلادی، ۳۰٫۳۹۶ نفر و بر اساس سرشماری سال ۲۰۰۸ میلادی، ۳۶٫۲۰۰ بوده‌است.

## جغرافیا
سالیان شهری در میان دشت‌های سرسبز و پهناور مغان و در کرانه غربی رود کورا است. این شهر مرکز شهرستان سالیان است و ۱۳۰ کیلومتر تا شهر باکو فاصله دارد.

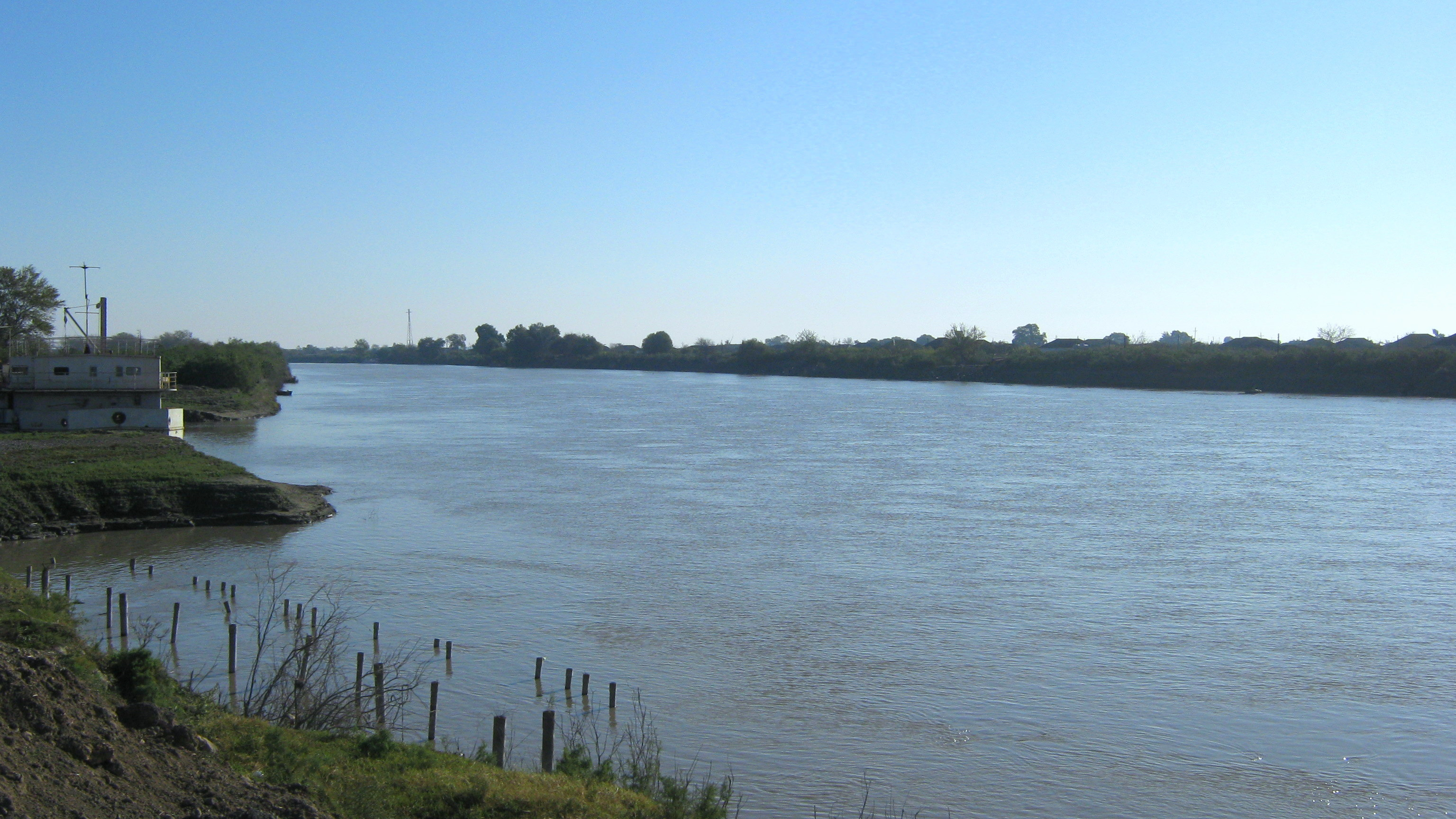
نمایی از رود کورا

## تاریخ
واژه «سالیان» برگرفته از واژه‌های عربی-فارسی سیل و سیلان (سرریز) گرفته شده است.
شهر سالیان سده‌ها بخشی از قلمرو شروانشاهان بود. سالیان دارای یک کارخانه کشتی‌سازی بود. این شهر از راه رود کورا به دریای کاسپین راه داشت و ماهی‌گیری در آن رونق داشت.
این شهر در طول سال‌های ۱۶۸۰ تا ۱۷۸۲ بخشی از خانات قبه بود و توسط خان‌های مختلف اداره می‌شد؛ سپس به دست نادرشاه بازپس گرفته شد. در میانه‌های سده ۱۸ میلادی سالیان به دست ابراهیم رودباری تصرف شد. مردم سالیان که از حکومت او ناخرسند بودند، برای یاری به خانات قبه متوسل شدند و در سال ۱۷۵۷ میلادی، نیروهایی به فرماندهی فتحعلی‌خان قبه‌ای، سالیان را تصرف کردند، ابراهیم رودباری را بیرون کردند و شهر را به خانات قبه پیوسته کردند.
این شهر از سال ۱۷۲۹ تا ۱۷۸۲ میلادی پایتخت پادشاهی محلی سالیان بود.
در سال ۱۷۹۹ میلادی، مصطفی خان، خان شماخی، سالیان را به تصرف خود درآورد.
سالیان از سال ۱۹۱۶ میلادی مرکز اداری اویزد جواد در فرمانداری باکو بود و عنوان شهر را دریافت کرد.
این شهر در سال‌های ۱۹۲۹-۱۹۳۰ میلادی مرکز ناحیه مغان و از سال ۱۹۳۰ مرکز اداری شهرستان سالیان بوده است.
سالیان در گذشته به دلیل نزدیکی به رودخانه و ارتفاع نسبتاً کم بارها از سیل آسیب دیده است.

## مردم
بر اساس یک سرشماری جمعیتی انجام شده توسط امپراتوری روسیه در سال ۱۸۹۱ میلادی در قفقاز، این شهر ۱۲۱۱۷ نفر جمعیت داشته است.
بر اساس نخستین سرشماری همگانی جمعیت در سال ۱۸۹۷ میلادی، ۱۱۷۸۷ نفر در سالیان زندگی می‌کردند که بر اساس آن مردم آذری (شامل تاتارهای قفقازی، تالش‌ها و لزگی‌ها) ۱۱۵۲۰ تن (۹۷.۷۳٪)، اسلاوها (عمدتاً روس‌ها، اوکراینی‌ها و بلاروسی‌ها) ۱۱۹ تن (۱.۰۱٪)، ارمنی‌ها ۱۰۸ تن (۰.۹۲٪)، گرجی‌ها ۲۴ تن (۰.۲٪)، لهستانی‌ها ۹ تن (۰.۰۸٪)، یونانی‌ها ۲ تن (۰.۰۲٪)، آوارها ۱ تن (۰.۰۱٪) و... جمعیت آن را تشکیل می‌دادند.
جمعیت شهر بر اساس یک سرشماری در سال ۱۹۰۰ میلادی، ۱۲۱۲۰ تن بوده است.
بر اساس سرشماری سال ۱۹۵۹ میلادی، این شهر دارای ۱۷۱۹۷ تن و در سال ۱۹۷۵، ۲۵۷۰۰ تن جمعیت بود. بر اساس سرشماری جمعیت شهر در سال ۱۹۷۹، جمعیت شهر به ۲۶۱۹۶ تن و در سال ۱۹۸۹ به ۳۰۳۹۶ تن رسید.

## اقتصاد
این شهر یکی از قطب‌های تولید خاویار در جمهوری آذربایجان است.
از زمان اتحاد جماهیر شوروی، این شهر دارای یک کارخانه پنبه پاک‌کنی، کارخانه‌های تجهیزات جوشکاری الکتریکی، کارخانه‌های تولید فراورده‌های پلاستیکی و کارخانه‌های نوشابه بوده است.

## ورزش
این شهر دارای یک باشگاه فوتبال به نام مغان بود که در لیگ برتر فوتبال جمهوری آذربایجان حضور داشت. این باشگاه در ورزشگاه المپیک که گنجایش ۵۰۰۰ تماشاگر دارد و در سال ۲۰۰۸ میلادی گشایش یافت بازی‌های خود را برگزار می‌کرد.

## ترابری
این شهر دارای چندین بزرگراه و محور مواصلاتی و همچنین راه‌آهن به شهرهای باکو، شروان، نفت‌چاله، شهرهای منطقه مغان و تالش شمالی است.

## آب و هوا
| داده‌های اقلیم سالیان (۱۹۷۱–۱۹۹۰) | داده‌های اقلیم سالیان (۱۹۷۱–۱۹۹۰) | داده‌های اقلیم سالیان (۱۹۷۱–۱۹۹۰) | داده‌های اقلیم سالیان (۱۹۷۱–۱۹۹۰) | داده‌های اقلیم سالیان (۱۹۷۱–۱۹۹۰) | داده‌های اقلیم سالیان (۱۹۷۱–۱۹۹۰) | داده‌های اقلیم سالیان (۱۹۷۱–۱۹۹۰) | داده‌های اقلیم سالیان (۱۹۷۱–۱۹۹۰) | داده‌های اقلیم سالیان (۱۹۷۱–۱۹۹۰) | داده‌های اقلیم سالیان (۱۹۷۱–۱۹۹۰) | داده‌های اقلیم سالیان (۱۹۷۱–۱۹۹۰) | داده‌های اقلیم سالیان (۱۹۷۱–۱۹۹۰) | داده‌های اقلیم سالیان (۱۹۷۱–۱۹۹۰) | داده‌های اقلیم سالیان (۱۹۷۱–۱۹۹۰) |
| ماه                              | ژانویه                           | فوریه                            | مارس                             | آوریل                            | مه                               | ژوئن                             | ژوئیه                            | اوت                              | سپتامبر                          | اکتبر                            | نوامبر                           | دسامبر                           | سال                              |
| -------------------------------- | -------------------------------- | -------------------------------- | -------------------------------- | -------------------------------- | -------------------------------- | -------------------------------- | -------------------------------- | -------------------------------- | -------------------------------- | -------------------------------- | -------------------------------- | -------------------------------- | -------------------------------- |
| میانگین بیش‌ترین °C (°F)          | ۷٫۲ (۴۵)                         | ۸٫۳ (۴۷)                         | ۱۱٫۷ (۵۳)                        | ۱۹٫۰ (۶۶)                        | ۲۵٫۰ (۷۷)                        | ۳۰٫۰ (۸۶)                        | ۳۳٫۱ (۹۲)                        | ۳۱٫۹ (۸۹)                        | ۲۸٫۲ (۸۳)                        | ۲۱٫۰ (۷۰)                        | —                                | ۹٫۴ (۴۹)                         | ۲۰٫۵ (۶۹)                        |
| میانگین روزانه °C (°F)           | ۲٫۷ (۳۷)                         | ۳٫۸ (۳۹)                         | ۶٫۶ (۴۴)                         | ۱۲٫۰ (۵۴)                        | ۱۸٫۱ (۶۵)                        | ۲۱٫۲ (۷۰)                        | ۲۲٫۷ (۷۳)                        | ۲۲٫۰ (۷۲)                        | ۲۰٫۷ (۶۹)                        | ۱۱٫۶ (۵۳)                        | ۹٫۴ (۴۹)                         | ۴٫۶ (۴۰)                         | ۱۲٫۹۵ (۵۵٫۴)                     |
| میانگین کم‌ترین °C (°F)           | −۰٫۲ (۳۲)                        | ۰٫۸ (۳۳)                         | ۳٫۶ (۳۸)                         | ۹٫۵ (۴۹)                         | ۱۴٫۱ (۵۷)                        | ۱۸٫۸ (۶۶)                        | ۲۱٫۵ (۷۱)                        | ۲۰٫۵ (۶۹)                        | ۱۷٫۳ (۶۳)                        | ۱۱٫۹ (۵۳)                        | ۶٫۵ (۴۴)                         | ۱٫۶ (۳۵)                         | ۱۰٫۴۹ (۵۰٫۸)                     |
| بارندگی میلی‌متر (اینچ)           | ۲۴ (۰٫۹۴)                        | ۵۷ (۲٫۲۴)                        | ۲۸ (۱٫۱)                         | ۲۴ (۰٫۹۴)                        | ۲۸ (۱٫۱)                         | ۱۷ (۰٫۶۷)                        | ۴ (۰٫۱۶)                         | ۶ (۰٫۲۴)                         | ۱۱ (۰٫۴۳)                        | ۳۶ (۱٫۴۲)                        | ۳۸ (۱٫۵)                         | ۲۷ (۱٫۰۶)                        | ۳۰۰ (۱۱٫۸)                       |
| میانگین روزهای بارانی            | ۶                                | ۸                                | ۸                                | ۵                                | ۶                                | ۳                                | ۱                                | ۲                                | ۴                                | ۶                                | ۸                                | ۷                                | ۶۴                               |
| منبع: NCEI                       |                                  |                                  |                                  |                                  |                                  |                                  |                                  |                                  |                                  |                                  |                                  |                                  |                                  |

## اهالی شناخته‌شده
- قلی عسکروف، خواننده و آهنگساز اهل جمهوری آذربایجان
- واقف قلی‌اف، ریاضی‌دان اهل جمهوری آذربایجان، عضو مسئول آکادمی ملی علوم جمهوری آذربایجان
- علی بیگ حسین‌زاده، دانشمند، پزشک، عمومی، فیلسوف و هنرمند اهل جمهوری آذربایجان و از طراحان پرچم جمهوری آذربایجان.
- واقف آخوندوف، رئیس سرویس امنیتی رئیس جمهور جمهوری آذربایجان

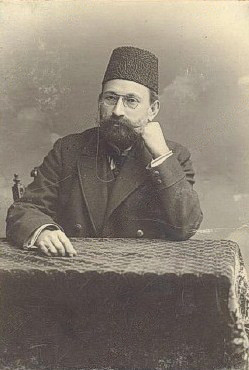
علی بیگ حسین‌زاده طراح پرچم جمهوری آذربایجان

## خوانش بیش‌تر
- Bournoutian, George (2016). The 1820 Russian Survey of the Khanate of Shirvan: A Primary Source on the Demography and Economy of an Iranian Province prior to its Annexation by Russia. Gibb Memorial Trust. ISBN 978-1909724808.